# こはな
こはなは、JFL・東京武蔵野シティFCのマスコットキャラクター。本名は、心花・リンカネート・ブロッサム。

## 概要
モチーフは、武蔵野市民より心から愛されていたが、2016年5月にこの世を去った、井の頭自然文化園のアジアゾウ「はな子」。
頭には、クラブエンブレムに入っているむらさき草とサッカーボールのフェロニエール（額飾り）をあしらい、鼻のハートは武蔵野とチームへの愛、そして命を表現。勝利の女神となったことから、耳は翼に変化。頭にあった天使の輪は、サッカーでは使わない手に着けている。

## 沿革
2017年3月にデザインを発表。デザインは、武蔵野市在住のキャラクターデザイナーである森チャックによるもの。制作期間は約半年。数多くのJクラブのマスコットがいる中、個性が埋没してしまわないよう、差別化の意味も含め、クラブの紅一点のマネージャーのような元気をくれるチアリーダー、翼を有する勝利の女神、その全てを兼ね備える存在をイメージしながら制作。武蔵野には、日本を代表するファッションタウン吉祥寺、三鷹・武蔵境等の有名エリアがあるため、マスコットがそのエリアにも馴染むよう、チームカラーやエンブレムの要素を踏まえたテイストにしている。
名称は、一般公募によって決定。武蔵野の地に残し、市民の心に咲く花のような存在になるように、Jリーグ昇格という大輪の花を咲かせる「武蔵野シティFC」が市民の花になりますように、という願いから「こはな」と名付けられた。5月27日（土）第19回日本フットボールリーグ1stステージ第11節、ヴィアティン三重戦のハーフタイムで発表した。
立体化は2018年を予定。チームの活動を見守りながら、ゆくゆくは武蔵野市近郊で開催されるお祭りなどに参加し、地域の活動も積極的に盛り上げていく。